# Oakamoor
Oakamoor är en ort och civil parish i Storbritannien.   Den ligger i grevskapet Staffordshire och riksdelen England, i den södra delen av landet, 200 km nordväst om huvudstaden London. Oakamoor ligger 113 meter över havet och antalet invånare är 645.
Terrängen runt Oakamoor är huvudsakligen platt, men österut är den kuperad. Oakamoor ligger nere i en dal. Runt Oakamoor är det ganska tätbefolkat, med 230 invånare per kvadratkilometer. Närmaste större samhälle är Stoke-on-Trent, 17,7 km väster om Oakamoor. Trakten runt Oakamoor består i huvudsak av gräsmarker.